# ジョージ・イヴリン・ハッチンソン
ジョージ・イブリン・ハッチンソン（英: George Evelyn Hutchinson、1903年1月30日 – 1991年5月17日）はイングランド出身で、アメリカ合衆国の動物学者。淡水湖の研究で知られ、アメリカの陸水学の父とされる。

## 経歴
イングランドのケンブリッジで生まれ、Gresham's School、Holt、Emmanuel Collegeで教育を受ける。南アフリカのUniversity of the Witwatersrandで二年間講義をした後、1928年にイェール大学で教職を得る。1941年に米国に帰化する。
43年間にわたってイェール大学で活躍した。1949年にアメリカ芸術科学アカデミーに、そして1950年には全米科学アカデミーに選ばれた。 
退職後、イングランドで過ごすことが多かった。レベッカ・ウェストの遺著管理者として勤める。1991年5月17日にロンドンにて死去。

## 受賞歴
- タイラー賞（1974年）
- フランクリン・メダル（1979年）
- 京都賞基礎科学部門（1986年）
- アメリカ国家科学賞（1991年） - 遺贈

## 主著
- The Clear Mirror (1936)
- The Itinerant Ivory Tower (1953)
- A Preliminary List of the Writings of Rebecca West, 1912–51 (1957)
- A Treatise on Limnology (1957, 1967, 1975, 1993)
  - Vol I Geography, Physics and Chemistry (1957)
  - Vol II Introduction to Lake Biology and the Limnoplankton (1967)
  - Vol III Limnological Botany (1975)
  - Vol IV The Zoobenthos (1993)
- The Enchanted Voyage (1962)
- The Ecological Theater and the Evolutionary Play (1965)
- Introduction to Population Ecology (1978)
- The Kindly Fruits of the Earth: Recollections of an Embryo Ecologist (Yale University Press, 1979)